# Manuel Zalba Elicechea
Manuel Zalba (28 de agosto de 1991 en Miami, Estados Unidos) es Cónsul Honorario de Guatemala en Aragón, España, y abogado en el área de Estrategia y Relaciones Internacionales de la Real Federación Española de Fútbol. Letrado, del Colegio de la Abogacía de Madrid. Ha desarrollado su actividad enfocada en Iberoamérica y Estados Unidos.

## Reseña biográfica
Es hijo del dirigente deportivo español, y expresidente del Real Zaragoza, José Ángel Zalba. Desde su etapa universitaria se enfocó en el activismo por los derechos humanos, y la promoción de la participación social entre los jóvenes.
En 2013, a raíz de una estancia educativa en la Universidad de la República de Uruguay, fundó la Red Iberoamérica LIDER de la cual es Coordinador General. Participando en diferentes procesos electorales en países como Uruguay, Colombia, El Salvador, Guatemala y Estados Unidos. 
Desarrolló su especialidad en derechos humanos como cofundador de la Comisión Fiscalizadora de Crimines de Lesa Humanidad, la cual está formada por abogados de diferentes países iberoamericanos que buscan, a través de audiencias y testimonios de víctimas, el enjuiciamiento de los crímenes contra los derechos humanos en Iberoamérica. 
Como analista, es contertulio habitual para Univisión, AmericaTevé, o el Late Night Show de Jaime Bayly. Refundador del periódico Herald Miami. Durante las elecciones presidenciales de 2020 en Estados Unidos fue corresponsal para medios de comunicación españoles como "El Gato al Agua" de El Toro TV, OK Diario, y Distrito TV.  
En junio de 2021 el presidente de Guatemala le designó Cónsul Honorario en Aragón, España. Desde ese mismo mes ejerce como abogado en el Departamento de Estrategia y Relaciones Internacionales de la Real Federación Española de Fútbol.